# أحلام النساء الحريم
أحلام النساء الحريم هو مولف للكاتبة و عالمة الاجتماع  والاكاديمية فاطمة المرنيسي صدر باللغة الانجليزية تحت عنوان:"Dreams of trespass Tales of a harem girlhood"  و ترجم إلى اللغة الفرنسية تحت عنوان:"Reves de femmes Une enfance au harem",، كما تمت ترجمته إلى اللغة العربية من قبل ميساء سري ، و صدر عن ورد للطباعة والنشر والتوزيع في طبعته الأولة سنة 1997

## العنوان
يحمل عنوان الرواية "أحلام النساء الحريم" دلالة مزدوجة بين الذاتي والجمعي، الواقعي والرمزي. فكلمة "أحلام" تشير إلى الطموحات المكبوتة والرغبات العميقة، بينما "الحريم" لا يُقصد به فقط الفضاء المادي (منزل النساء)، بل يتسع ليصبح رمزًا لكل أشكال العزلة والقمع والهيمنة الذكورية التي عاشتها النساء. لترجمة الإنجليزية "Dreams of Trespass" (أحلام التعدي أو اختراق الحدود) تعكس الطابع التمردي للبطلات، و"Trespass" توحي بـاختراق الحواجز الاجتماعية والدينية والجندرية، بينما الترجمة الفرنسية "Rêves de Femmes" تضع الحلم كجوهر نسائي جماعي.

## السياق الزمني والمكاني
تدور الرواية خلال أربعينيات القرن العشرين، فترة الاستعمار الفرنسي والإسباني للمغرب، مما يعكس توازيًا بين: الاحتلال السياسي الخارجي والاحتلال الرمزي للمرأة داخل فضاء الحريم. المكان الأساسي هو فاس، باعتبارها فضاءً تقليديًا محافظًا يعجّ بالتناقضات بين الحداثة والاستبداد، بين المقاومة والامتثال.

## المحتويات
تقديم
1. حدود حريمي
2. شهرزاد والخليفة وسحر الكلمات
3. الحريم الفرنسي
4. ضَرَّة ياسمينة
5. شامة والخليفة
6. جواد طامي
7. الحريم الخفي
8. غَسْلُ الأواني النهري
9. ضحك من الأعماق تحت ضوء القمر
10. قاعة الرجال[4]

## الشخصيات
- فاطمة الشخصية التي تحكي في الرواية وهي طفلة الراوية، تنمو وعيًا وتساؤلًا، وهي مرآة الذات الكاتبة.
- سمير ابن العم
- أم فاطمة امرأة مثقفة، لكنها منكسرة داخل نظام تقليدي يقتل الحلم.
- حبيبة العمة المطلقة والتي تعيش أوضاعا صعبة بسبب ذلك
- ياسمينة وهي الجدة المتمردة التي كانت ترفض منطق الحريم
- تازي الجد المزواج الذي تجوز ثمان نساء
- لالا ماني الجدة
- طامو الريفية التي كانت بطلة من أبطال حرب الريف التي تزوجها الجد بعد ان هربت من الاسبان
- شامة إبنة العم علي[4]

## ملخص الكتاب
هي حكاية ترويها طفلة إبان الاحتلال الفرنسي والاسباني المغرب و تعالج فيها أوضاع النساء المغربيات في تلك الفترة، وتصور أحوالهن داخل الحريم حيث تحاصرهن الحدود و المحضورات، كما ترسم   تطلعهن للحرية والخروج من  الحصار المفروض عليهن باسم التقاليد و العادات و الأعراف

## الحريمالسجنالرمزي للمرأة
في رواية أحلام النساء الحريم، لا يُقصد بالحريم مجرد فضاء معماري معزول يُستخدم لسكنى النساء، بل هو رمز مكثّف لنظام اجتماعي وثقافي متكامل يعيد إنتاج الذكورية بأشكالها الرمزية والمباشرة. إن الجدران التي تُحيط بالنساء في هذا الفضاء ليست فقط جدرانًا من الإسمنت أو الطوب، بل هي أيضًا جدران ذهنية ونفسية وثقافية، تمثل الحدود التي رُسمت بوضوح أمام رغبة المرأة في التفكير، في الحلم، في التحرك، أو حتى في التعبير عن نفسها.
الحريم هو مؤسسة تنتج النسوة كما تُنتج السلطة المواطنين، مؤسسة تُبرمج المرأة على الامتثال والطاعة، وتربط كينونتها كلها بمكانها في المنزل وعلاقتها بالرجل. إنه نظام متكامل يتواطأ فيه الأب، الزوج، الأخ، العم، وحتى الأم والجدة أحيانًا، على تقييد حرية الطفلات والنساء، وتلقينهن منذ الصغر أن المرأة الطيبة هي المرأة الساكنة، الصامتة، المستترة.
تكشف فاطمة المرنيسي كيف أن الحريم التقليدي لم يكن سجنًا جسديًا فقط، بل سجنًا نفسيًا ثقافيًا، يُقنع المرأة أنها ناقصة عقلًا ودينًا، وأن دورها في الحياة لا يتجاوز جدران المنزل، ولا يتعدى الطاعة والإنجاب وخدمة الرجل. والرواية تكشف كيف أن هذه الفكرة كانت تُقدَّم للنساء عبر القصص الشعبية، والأمثال، والآيات الدينية التي يتم تأويلها بطريقة انتقائية لخدمة التقاليد الأبوية.
فالحريم ليس مكانًا جغرافيًا فقط، بل هو بنية ذهنية وسوسيوثقافية، تُعاش في البيوت والقلوب، وتعيد نفسها جيلًا بعد جيل. وقد وجدت النساء أنفسهن فيه ضحايا لنظام يقول لهن إن الطاعة والانتظار هما أقصى طموح ممكن، وإن الأحلام والتعلم والحركة والانطلاق أفعال مرفوضة بل ومحرّمة.

## الطفولةوالتشكّل الأولي للوعي النسوي
يُعد صوت الراوية في الرواية — صوت الطفلة "فاطمة" — مدخلًا حيويًا لفهم كيف يتشكل الوعي النسوي منذ المراحل الأولى للطفولة. الرواية تنقل كيف تبدأ الأسئلة المحرّمة في التسلل إلى ذهن الطفلة، فتتساءل: لماذا لا يُسمح لها بالخروج؟ لماذا يذهب الذكور إلى المدرسة بحرية بينما تُحبس الإناث خلف الجدران؟ لماذا يجب أن تنتظر المرأة، بينما يسافر الرجل، ويتعلم، ويقرر، ويحلم؟ 
تشكّل الطفولة هنا آلية سردية لتمرير أسئلة وجودية عن موقع المرأة في المجتمع المغربي التقليدي. الطفلة لا تسائل فقط محيطها العائلي، بل تسائل بنية كاملة من التراتبيات الجندرية والاجتماعية. إنها تلاحظ وتتعجب وتشكّك، وهذا الشك هو ما يُكوّن بواكير الوعي النسوي. الرواية بذلك تُظهر كيف أن وعي المرأة لا يولد فجأة في سن النضج، بل يبدأ بالتكوّن في أعماق الطفلة، التي تبدأ في ملاحظة التمييز في توزيع السلطة والحرية والمكانة بين الذكر والأنثى. فالأسئلة تبدأ من الحكايات التي تُروى لها، ومن المشاهد اليومية، ومن المقارنات البسيطة التي تجريها بعقلها الفتيّ بين ما يُسمح لها به وما يُمنح لابن عمها أو أخيها. ما تقدمه المرنيسي هنا يتجاوز التجربة الفردية، ليحمل دلالة أنثروبولوجية واضحة، مفادها أن القهر النسوي يبدأ مبكرًا، ويتسلل بصمت تحت غطاء المحبة والحرص والعائلة، وهو ما يجعل مواجهته لاحقًا أكثر صعوبة.

## الذاكرةوالسرد كأداةمقاومة
في أحلام النساء الحريم، لا تُستخدم الحكاية فقط لأغراض التسلية أو التأريخ، بل تُستثمر كأداة للمقاومة الثقافية والاجتماعية. فالسرد في هذا العمل يتحول إلى فعل وجودي أنثوي، وإلى آلية لتوثيق معاناة النساء، وإبراز أحلامهن المسروقة، ومحاولاتهن المتكررة لاختراق جدران الحريم. تُحوّل فاطمة المرنيسي تجربتها الذاتية إلى شهادة جمعية، مستخدمة الحكاية النسوية بما تحمله من شذرات، أحلام، أساطير، وشهادات. إنها تستدعي شهرزاد — بطلة ألف ليلة وليلة — لا بوصفها امرأة تحكي من أجل النجاة فقط، بل كامرأة ذكية تستثمر الكلام والحكاية كوسيلة للمقاومة وتثبيت الذات. تتحول "المرأة المجنحة" إلى رمز للتحرر الأنثوي، للحلم بالطيران خارج القضبان. وهذا الحضور المتكرر للأساطير والحكايات الشعبية والرموز النسائية يجعل الرواية ليست فقط سجلًا لذاكرة امرأة واحدة، بل أرشيفًا نسويًا لمقاومة صامتة دامت قرونًا. المرنيسي بذلك تكتب ضد النسيان، تكتب من أجل التذكير بأن النساء كنّ هنا، فكرن، حلمن، تمرّدن، ولو بصمت. والكتابة نفسها، بتوظيفها للحنين والأسلوب الساخر أحيانًا، تُصبح أداة إعادة اعتبار للمرأة المغربية والعربية في فترات الاستعمار والاستبداد.

## الهيمنة الذكورية والسلطة الرمزية
تغوص المرنيسي في بنية السلطة الذكورية لا فقط على مستوى السلوكيات اليومية أو النصوص الدينية، بل أيضًا من خلال اللغة والحكاية والأمثال الشعبية والطقوس الأسرية. إنها ترينا كيف أن الذكورة لا تفرض سيطرتها فقط بالقوة، بل تُشرعِن هذه السيطرة من خلال منظومة رمزية متكاملة تجعل المرأة تشارك أحيانًا — دون وعي — في قهر نفسها أو قهر نساء أخريات. يظهر ذلك بوضوح في علاقة بعض النساء ببعض، مثل الحموات أو الضرات، حيث تُعاد إنتاج السلطة الذكورية بواسطة النساء أنفسهن. هؤلاء النسوة يتحوّلن إلى أدوات تطبيق لقواعد الحريم، دون أن يدركن أنهن ضحايا يُوظَّفن في خدمة سلطة لا يستفدن منها. تتجلى السلطة الرمزية في الصمت المفروض على النساء، وفي الحدود التي يُرسم لهن تجاوزها دون أي سند قانوني، بل باسم العيب، الحياء، "الدين"، أو خوفًا من "كلام الناس". كما يتجلى في أشكال الكلام: من يُسمح له بالحكي؟ من يُعطى الميكروفون؟ من يُنظر له كـ"مؤتمن على الحقيقة"؟ هنا نجد صدى واضحًا لأفكار جوديث باتلر التي تؤكد أن الهوية الجندرية تُنتَج من خلال التكرار الثقافي، وليست مجرد طبيعة فطرية. إن الذكورة ليست قَدَرًا، بل سلطة قابلة للتفكيك عبر الفضح والتسمية والوعي.

## الهوية والانتماء والهجنة الثقافية
رواية المرنيسي لا تنفصل عن اللحظة السياسية والثقافية التي كُتبت فيها، لحظة الاصطدام بين التقليد والحداثة، بين المحلي والكولونيالي. الرواية لا تسرد فقط وقائع الحريم المغربي، بل تُقارنها أيضًا بالحريم الفرنسي، لتظهر أن الحرية ليست صفة مرتبطة بالغرب، وأن القهر ليس حكرًا على الشرق. في فصول مثل "الحريم الفرنسي"، يتم تسليط الضوء على الإشكاليات الاستعمارية في تقديم النموذج النسوي الغربي كحل شامل، وتتم الإشارة إلى أن حتى الفرنسيات كنَّ مقيدات بطرق مختلفة داخل ما أسمته الكاتبة "الحريم الفرنسي"، حيث تُسيّر النساء بوسائل أخرى، أكثر حداثة، لكنها ليست بالضرورة أكثر تحررًا.
الرواية بهذا المعنى تقدم نقدًا للهجنة الثقافية، حيث تكون المرأة موزعة بين نماذج متناقضة: المرأة التقليدية الخاضعة، والمرأة الغربية المتحررة شكليًا فقط. ومن خلال هذه الثنائية، تدعو الكاتبة إلى إعادة تعريف الهوية الأنثوية من داخل الثقافة نفسها، لا من خلال تقليد الآخر أو تمجيده. فالحلم بالخروج من الحريم لا يعني تمجيد الآخر الغربي، بل تحرير الذات من الداخل، عبر الوعي والنقد والتساؤل والكتابة.

## النقد
يحكي المُؤَلف عن الشخصيات النسائية اللاتي تعرضن للظلم في حياهتن، والتي تؤكد الكاتبة أنها شخصيات ليست حقيقية و لا تمثل قصة عائلتها التي كانت حياة رتيبة للغاية بحيث لا يمكن صنع قصة منها، ولكن مع ذلك، فحتى إذا كانت الشخصيات خيالية، فإن الحريم الذي رسمته حقيقي جدًا بطقوسه وطبيعته والقواعد والتقاليد التي تغلفه. لا تسلط الرواية الضوء فقط على تفسير القضايا النسوية ، بل تصور الأوضاع السياسية والاجتماعية و الاقتصادية الذي كان يعيش فيه المغرب في تلك الفترة، وتعبر الكاتبة في هذا المؤلف بجرأة عن مواقفها من خلال الإحاطة بمظاهر الهيمنة التي تحيط بها المؤسسة الذكورية حياة النساء حيث تمثّل عامل ضغط سلبي عليهن، من خلال القوانين والتشريعات الحياتية التي تمت قولبتها لجعلهن في مرتبة دون الرجال ، و كذا الحدود التي تضرب عليهن داخل ما تسميه الكاتبة: "الحريم" حيث تظل النساء مسجونات بين الجدران بعيدا عن العالم و المشاركة الفعالة في الحياة ، مما ينعكس على نفسيتهن ومزاجهن فيصبحن أكثر سلبية و يعشن الملل و الضجر و الانشغال بتوافه الامور  كل هذا تسعى النساء الى تحديه في سعيهن للتحررمن وضعيتهن المؤسفة.
الرواية تلقى تقديرًا عالميًا لدورها في: فضح بنية النظام البطريركي المغربي والعربي. والجمع بين الخطاب السردي الطفولي والنقد الاجتماعي النسوي. وتقديم رؤية داخلية للحريم الشرقي، دون فلكلرة أو تبسيط كما في الخطاب الاستشراقي. حيث تعرّضت أيضًا لانتقادات من بعض المحافظين الذين رأوا فيها إساءة لتراث الأسرة المغربية.

## اقتباسات
عندما أنهت أمي قصة شهرزاد، شرعت أبكي، وأنا أقول: لكن كيف لنا أن نتعلّم رواية القصص الإرضاء ملك ما؟»؛ فتمتمت أمي وكأنّها تخاطب نفسها: هذا هو قدر النساء، حيث يقضين حياتهن كي يطوّرن أنفسهن على هذا الصعيد
وبين الفينة والأخرى كانت أمي تقول: «كنت سأصحو وقت السحر، لو أنني فقط أستطيع أن أذهب لأتنزه في الصباح الباكر، آن تكون الشوارع مقفرة ... لعل الضوء يكون أزرق، أو ربما وردياً فاقعاً، مثلما يكون وقت أفول الشمس ... تُرى ما هو لون الصباح في الشوارع الخاوية والهادئة؟...». لم يكن هناك أحد يجيب على أسئلتها؛ ففي الحريم لا تُطرح الأسئلة ليُرَدَّ عليها دائماً، بل على الأصح تطرح سعياً لفهم ما يجري. كان التشيار على غير هدى وبحرية مطلقة في الشوارع حلم النساء جميعهن. وكانت حكاية «المرأة المجنحة الحكاية الأكثر وقعاً في نفوسنا
رغم تذمرها على انتظار زوجها ثماني ليال إنها يجب ألا تكثر من الشكوى فنساء هارون الرشيد - خليفة بغداد العباسي - كان يتوجب على كل واحدة منهن أن تنتظر تسعاً وتسعين وتسعمئة ليلة؛ حيث كان الخليفة يمتلك ألف جارية 
إن التحدث إلى جمهوركله آذان صاغية، هو التعبير الفعلي عن السلطة والنفوذ. بيد أن المستمعين الأكثر خضوعاً في الظاهر والأكثر صمتاً يلعبون دوراً استراتيجياً هاماً، هو دور الجمهور. فما هو مصير خطيب - مهما يكن ذا سطوة - إذا فقد جمهوره بغتة؟

ضعوا أربعة جدران وسط الشارع تحصلوا على منزل. ثم ضعوا النسوة داخل المنزل، ودعوا الرجال يخرجون تحصلوا على حريم 

## أنظر أيضا
- الحب في البلدان الاسلامية
- الحريم السياسي
- نساء على أجنحة الحلم
- هل أنتم محصنون ضد الحريم؟
- الخوف من الحداثة: الإسلام والديمقراطية